# ダベイビー
ダベイビー（DaBaby、本名: Jonathan Lyndale Kirk、1991年12月22日 - ）は、アメリカ合衆国ノースカロライナ州シャーロット 出身のラッパー、歌手、ソングライター。
2014年から2018年にかけて多数のミックステープをリリース。2019年にアルバム『Baby on Baby』でデビュー。同年にリリースした2作目のアルバム『Kirk』は全米1位を記録する。楽曲「Suge」「Bop」がヒットし、メインストリームでの知名度を上げる。3作目のアルバム『Blame It on Baby』（2020年）は2作連続の全米ナンバーワン・アルバムとなった。また、このアルバムからのシングル「Rockstar」は全米で7週連続の1位を記録した。

## 来歴
1991年12月22日、オハイオ州クリーブランドで生まれる。1999年にノースカロライナ州シャーロットに移り、幼少期の大半を過ごす。2010年に高校を卒業し、ノースカロライナ大学グリーンズボロ校に2年間通った。 
2014年から2015年にかけて音楽活動を始め、2015年にはデビュー・ミックステープ『Nonfiction』をリリースして以降、多数のミックステープを制作した。
2019年1月、DaBabyはInterscopeと契約し、自身のインプリントレーベルBillion Dollar Baby Entertainmentを立ち上げる。
2019年3月1日、デビュー・スタジオアルバム『Baby on Baby』をリリースする。アルバムからの楽曲「Suge」は4月13日付のチャートでBillboard Hot 100の87位を記録し、その後2019年6月8日付のチャートでトップ10入りを果たした。ダベイビーはXXLの「Freshman Class of 2019」の表紙に起用される。
2019年9月27日、2作目の2作目のスタジオ・アルバム『Kirk』をリリースし全米1位を記録する。アルバムからは特に楽曲「Bop」がヒットしBillboard Hot 100で最高11位を記録する。
DaBabyは2019年に様々なヒット曲にフィーチャーされており、Megan Thee Stallionの「Cash Shit」、Quality Controlの「Baby」、ポスト・マローンの「Enemies」、YGの「Stop Snitchin」、Lizzoの「Truth Hurts」、リル・ナス・Xの「Panini」などいずれもヒットを記録した。DaBabyは2019年のBillboard Hot 100に22回エントリーしたことで、その年の最多記録となった。
2020年、第62回グラミー賞ではDaBabyは「Suge」で最優秀ラップパフォーマンス賞と最優秀ラップソング賞の2部門にノミネートされた。
2020年4月17日、3作目のスタジオアルバム『Blame It on Baby』をリリースする。アルバムは前作に続き全米1位を記録する。また、ロディ・リッチをフィーチャーした楽曲「Rockstar」は全米で7週連続の1位を記録し、イギリスでも1位を獲得した。6月には、ジャック・ハーロウの楽曲「Whats Poppin」のリミックスに起用され全米2位を記録、1位が「Rockstar」だったためチャートの1位2位を独占することになり、2019年のアリアナ・グランデ以来となるトップ2を占めた20組目のアーティストとなった。11月20日、EP『My Brother's Keeper (Long Live G)』をリリースする。

## 音楽性
ローリング・ストーン誌のチャールズ・ホームズは、DaBabyのフローを「スタッカートで、正確な、残忍なラップスタイルで、音節を押しつぶしていくような力強さで、ビートが始まる前からラップを始めているかのような錯覚に陥ることがよくある」と評している。最も有名な例は、ブレイクのきっかけとなったヒット曲「Suge」である。
影響を受けたアーティストについて語ったDaBabyは、フューチャーやリル・ウェイン、カニエ・ウェストなどのアーティストを勉強したと語っている。

## 人物

### 事件
2018年11月、DaBabyはノースカロライナ州ハンターズビルで19歳の男性が腹部を撃たれて死亡するという事件に巻き込まれた。DaBabyは銃撃への関与を認め「自己防衛のために行動した」と述べている。最も重い罪状は2019年3月に取り下げられたが、DaBabyは軽犯罪である武器の携行について有罪を認めた。
2020年1月、マイアミで強盗事件に関連して拘留され尋問を受けた。その後、テキサス州で令状を持っていたことが当局に判明し逮捕された。令状の原因は暴行罪であった。TMZによると、プロモーターがギャラの3万ドルのうち2万ドルしか支払わなかったため、DaBabyの仲間がプロモーターから現金80ドル、iPhone 7、クレジットカードを奪ったという。DaBabyは暴行罪で起訴され、48時間後にマイアミ・デイド郡の刑務所から釈放された。

### 騒動
2020年のツアー中、DaBabyはフロリダ州タンパで行われた公演でステージに向かう途中、女性ファンに平手打ちをした。観客はブーイングで反応し、DaBabyは1曲も演奏することなく会場を後にした。叩いたのは、ファンがフラッシュをオンにして動画を撮影し、スマホを顔に近づけすぎたためだという。DaBabyはInstagramに投稿された動画で謝罪したが、相手の性別に関わらず同じ反応をすると述べた。

## ディスコグラフィ
スタジオ・アルバム
- Baby on Baby (2019年)
- Kirk (2019年)
- Blame It on Baby (2020年)